# Левитский, Николай Григорьевич
Николай Григорьевич Левитский (укр. Микола Григорович Левитський; 26 июля (7 августа) 1883, с. Хреновка (ныне Ильинецкого района, Винницкой области, Украина) — 5 сентября 1939, Красноярский край) — украинский общественно-политический деятель, дипломат, юрист, революционер.

## Биография
В 1909 окончил юридический факультет Киевского университета и Высшую политическую школу в Берлине (1924, Германия).
Участник революционного движения в Российской империи. В 1906 вступил в Украинскую социал-демократическую рабочую партию, занимался агитационной работой среди крестьянства, работал в профсоюзах г. Киева.
С 1908 служил помощником присяжного поверенного Киевской судебной палаты.
Участник первой мировой войны 1914—1917. Служил поручиком русской армии, принимал участие в боевых действиях.

## Общественно-политическая и дипломатическая деятельность
В апреле 1917 как представитель украинской общины Кубани на Всеукраинском национальном конгрессе был избран в состав Украинской Центральной Рады (УЦР). Возглавлял агитационно-просветительный отдел УЦР, был членом комиссий по разработке устава автономии Украины и законодательных внесений (последнюю возглавлял в течение июня 1917-января 1918). В мае 1917 — делегат Первого Украинского военного съезда.

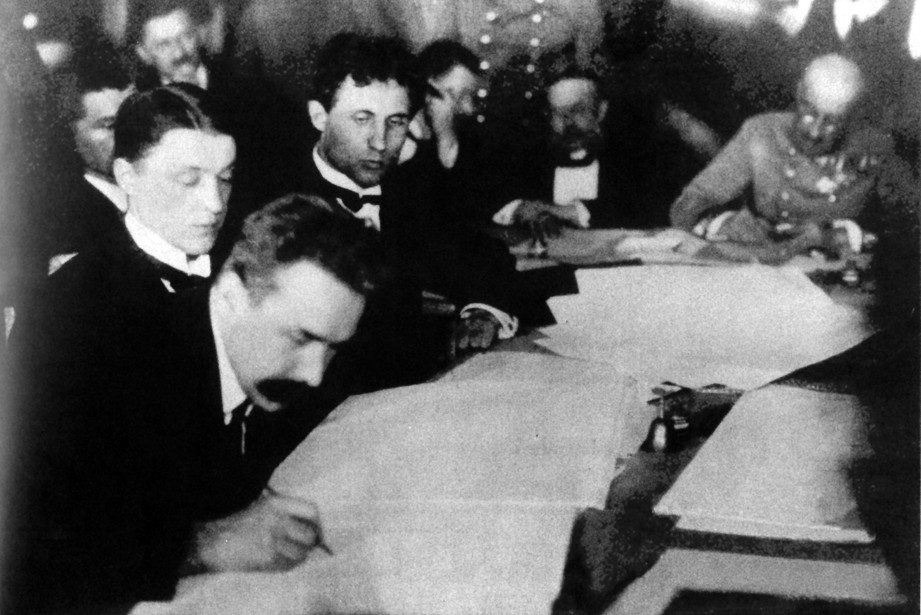
Н. Левитский подписывает Брестский мирный договор УНР с Центральными державами, 1918

В июне 1917 был кооптирован в состав выбранного съездом украинского войскового Генерального комитета, заведовал его юридическо-консульским отделом.
В декабре 1917-феврале 1918 входил в состав украинской делегации в Бресте на сепаратных мирных переговорах с Германией и её союзниками (руководитель В. Голубович, Н. Полоз, Н. Любинский, А. Севрюк). Вместе с А. Севрюком и Н. Любинским 9 февраля 1918 от имени Украинской Народной Республики поставил свою подпись под Брестским мирным договором УНР с Центральными державами, которым предусматривалось, в частности, установление дипломатических и консульских отношений между сторонами.
В марте 1918 был назначен первым дипломатическим представителем УНР в Турции. Отбывая в Стамбул, Н. Левитский получил от УЦР особое задание — уладить возможные недоразумения между Украиной и Турцией за право владения Крымом, который рассматривался правительством УНР как составная часть украинского государства. Активно приступил к организации посольства, установления почтово-телеграфных, экономических и торговых связей между Турцией и УНР.
После государственного переворота, осуществленного в апреле 1918 года гетманом Украины П. Скоропадским Н. Левитский был отозван со своего поста.
В мае 1918 по поручению Законодательного Совета (Рады) провозглашенной в то время самостоятельной Кубанской Народной Республики возглавил её делегацию, которая в начале июня провела переговоры с гетманом Скоропадским о присоединении Кубани к Украине.
Тогда же Н. Левитский был назначен заместителем директора отдела внешних отношений в Министерстве иностранных дел Украинской державы, членом делегации Украины на мирных переговорах с представителями РСФСР в Киеве.
После свержения восставшими войсками гетмана Скоропадского и восстановления в процессе борьбы повстанческого движения в Украинской державе Украинской Народной Республики, вошел в состав Директории УНР под руководством В. Винниченко и С. Петлюры. Работал в составе дипломатической миссии УНР в Париже (Франция), был участником Парижской мирной конференции 1919—1920, впоследствии — заместителем дипломатического представителя УНР в Швейцарии (до ноября 1920).
После установления советской власти на Украине, эмигрировал в Германию, где занимался научной работой в области экономики и права.
Постепенно склонился к признанию советской власти на Украине, в июне 1921 вышел из состава Зарубежной группы Украинской социал-демократической рабочей партии.
В январе 1925 с разрешения правительства УССР вернулся на Украину, работал в Харькове на различных должностях в торгово-промышленных учреждениях и Госплане УССР.
В марте 1931 был арестован, а в феврале 1932 осужден по делу об участии в Украинском национальном центре (1930—1932) и сослан в лагеря Красноярского края. Последующим приговором военного трибунала от 9 июня 1939 Н. Левитский был приговорен к расстрелу.
5 сентября 1939 приговор был приведен в исполнение. Реабилитирован в марте 1989.